# Jakob Fröschle
Jakob Fröschle (* 20. Februar 1742 in Krumbach; † 26. April 1782 ebenda) war ein schwäbischer Maler und Fassmaler. 

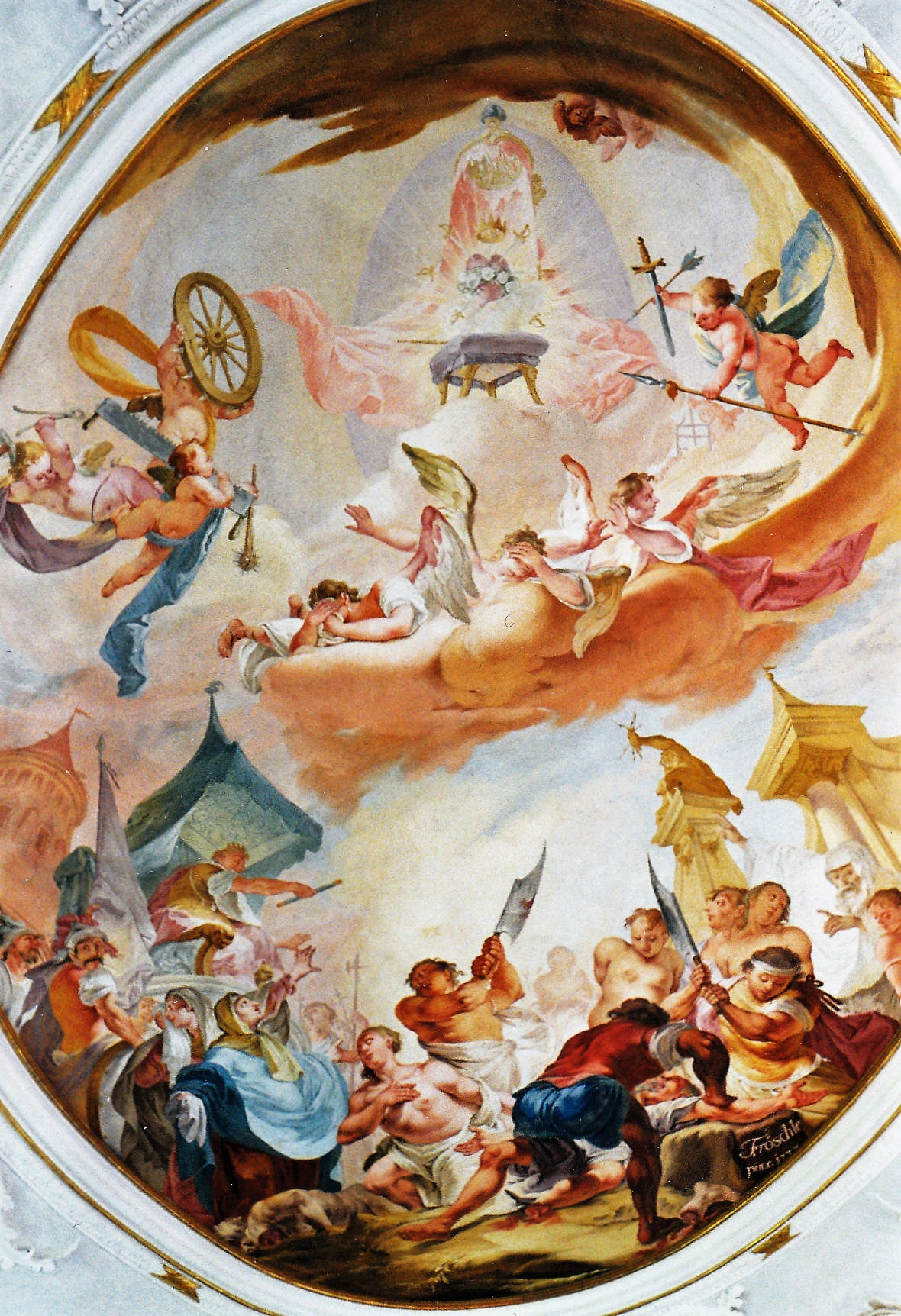
Das Martyrium der Heiligen Felizitas mit ihren sieben Söhnen in der Wallfahrtskirche in Tussenhausen (1777)

Jakob Fröschle wurde von Stephan Haberes in Weißenhorn ausgebildet. Dort lernte er die Kunst Giovanni Battista Tiepolos durch Franz Martin Kuen kennen. In Augsburg dürfte er seine Gesellenjahre verbracht haben. Er orientierte sich in dieser Zeit an Johann Georg Bergmüller, Matthäus Günther und anderen. Ab 1767 war er als Meister in Krumbach ansässig und entwickelte sich zu einem bedeutenden Freskanten des Rokoko in Mittelschwaben. Den ersten Auftrag erhielt er für die Wallfahrtskirche Mariä Heimsuchung in Haupeltshofen. Die qualitätsvolle Darstellung der Szene Mariä Heimsuchung im Chor und die Huldigung der vier Erdteile im Kirchenschiff zeichnen sich durch einen quirligen Gewandstil und gestenreiche Figuren aus. Die Prämonstratenser-Klosterkirche in Ursberg malte er in den Jahren 1775 bis 1776 aus. Die Fresken der Ordensgründung und Klostergründung sind deutlich, was die Motivwahl und das Kolorit betrifft, von Franz Martin Kuen beeinflusst, der die nahe Prämonstratenser-Klosterkirche in Roggenburg malte. Als weiteres bedeutendes Fresko Fröschles zählt das Martyrium der Heiligen Felicitas und ihrer sieben Söhne in der Wallfahrtskirche Unserer Lieben Frau in Tussenhausen aus dem Jahre 1777. 
Jakob Fröschle war mit Anna Bader verheiratet und hatte mit ihr zehn Kinder. Nach Fröschles Tod heiratete Anna Bader den Memminger Maler Franz Xaver Stehle.